# Ludwika Orańska
Ludwika Orańska (niem. Wilhelmina Frederika Alexandrine Anna Louise; ur. 5 sierpnia 1828 w Hadze, zm. 30 marca 1871 w Sztokholmie) – królowa Szwecji i Norwegii w latach 1859-1871 jako żona Karola XV.
Od 1850 roku była żoną króla Szwecji i Norwegii, Karola XV, z którym miała dwoje dzieci – Luizę (1851-1926) i Karola Oskara (1852-1854).

## Życiorys
Była najstarszym dzieckiem księcia Niderlandów Fryderyka, drugiego syna króla Niderlandów, Wilhelma I i królowej Wilhelminy Pruskiej. Jej matką była księżna Ludwika, ósme dziecko Fryderyka Wilhelma, króla Prus i królowej Luizy. Ludwika miała dwóch młodszych braci, którzy zmarli we wczesnym dzieciństwie i młodszą siostrę – Wilhelminę Fryderykę Annę Elżbietę Marię (1841–1910).
Księżniczka Luiza wyszła za mąż 19 czerwca 1850 za następcę tronu Szwecji i Norwegii, księcia Karola. Jej mąż był synem króla szwedzkiego i norweskiego, Oskara I i jego żony Józefiny de Beauharnais-Bernadotte. Księżniczka Ludwika i książę Karol mieli dwoje dzieci:
- Luizę (1851-1926), królową Danii
- Karola Oskara (1852-1854), księcia Södermanland

Ludwika została królową Szwecji, kiedy jej teść zmarł 8 lipca 1859. Jej mąż został nowym królem jako Karol XV w Szwecji i Karol IV w Norwegii. Księżniczka Ludwika otrzymała tytuł królowej Szwecji i Norwegii.
Królowa Ludwika zmarła 30 marca 1871 w Sztokholmie.

## Genealogia
| Prapradziadkowie                                        | Wilhelm IV Orański (1711-1751) ∞1734 Anna Hanowerska (1709-1759)             | August Wilhelm Hohenzollern (1722-1758) ∞1742 Luiza Amelia z Brunszwiku-Wolfenbüttel (1722-1780) | August Wilhelm Hohenzollern (1722-1758) ∞1742 Luiza Amelia z Brunszwiku-Wolfenbüttel (1722-1780) | Ludwik IX (1719-1790) ∞1741 Karolina Wittelsbach (1721-1774)                               | August Wilhelm Hohenzollern (1722-1758) ∞1742 Luiza Amelia z Brunszwiku-Wolfenbüttel (1722-1780) | Ludwik IX (1719-1790) ∞1741 Karolina Wittelsbach (1721-1774)                               | Karol Ludwik Fryderyk Meklemburski (1708-1752) ∞1735 Elżbieta Albertyna Sachsene-Hildburghausen (1713-1761) | Jerzy Wilhelm z Hesji-Darmstadt (1722-1782) ∞1748 Maria Luiza Albertyna z Leiningen-Dagsburga-Falkenburga (1729-1818) |
| Pradziadkowie                                           | Wilhelm V Orański (1748-1806) ∞1767 Wilhelmina Pruska (1751-1820)            | Wilhelm V Orański (1748-1806) ∞1767 Wilhelmina Pruska (1751-1820)                                | Fryderyk Wilhelm II Pruski (1744-1797) ∞1769 Fryderyka Luiza z Hesji-Darmstadt (1751-1805)       | Fryderyk Wilhelm II Pruski (1744-1797) ∞1769 Fryderyka Luiza z Hesji-Darmstadt (1751-1805) | Fryderyk Wilhelm II Pruski (1744-1797) ∞1769 Fryderyka Luiza z Hesji-Darmstadt (1751-1805)       | Fryderyk Wilhelm II Pruski (1744-1797) ∞1769 Fryderyka Luiza z Hesji-Darmstadt (1751-1805) | Karol II Meklemburski (1741-1816) ∞1768 Fryderyka Karolina z Hesji-Darmstadt (1752-1782)                    | Karol II Meklemburski (1741-1816) ∞1768 Fryderyka Karolina z Hesji-Darmstadt (1752-1782)                              |
| Dziadkowie                                              | Wilhelm I (król Niderlandów) (1772-1843) ∞1791 Wilhelmina Pruska (1774-1837) | Wilhelm I (król Niderlandów) (1772-1843) ∞1791 Wilhelmina Pruska (1774-1837)                     | Wilhelm I (król Niderlandów) (1772-1843) ∞1791 Wilhelmina Pruska (1774-1837)                     | Wilhelm I (król Niderlandów) (1772-1843) ∞1791 Wilhelmina Pruska (1774-1837)               | Fryderyk Wilhelm III Pruski (1770-1840) ∞1793 Luiza Pruska (1776-1810)                           | Fryderyk Wilhelm III Pruski (1770-1840) ∞1793 Luiza Pruska (1776-1810)                     | Fryderyk Wilhelm III Pruski (1770-1840) ∞1793 Luiza Pruska (1776-1810)                                      | Fryderyk Wilhelm III Pruski (1770-1840) ∞1793 Luiza Pruska (1776-1810)                                                |
| Rodzice                                                 | Fryderyk Holenderski (1797-1881) ∞1825 Ludwika Pruska (1808-1870)            | Fryderyk Holenderski (1797-1881) ∞1825 Ludwika Pruska (1808-1870)                                | Fryderyk Holenderski (1797-1881) ∞1825 Ludwika Pruska (1808-1870)                                | Fryderyk Holenderski (1797-1881) ∞1825 Ludwika Pruska (1808-1870)                          | Fryderyk Holenderski (1797-1881) ∞1825 Ludwika Pruska (1808-1870)                                | Fryderyk Holenderski (1797-1881) ∞1825 Ludwika Pruska (1808-1870)                          | Fryderyk Holenderski (1797-1881) ∞1825 Ludwika Pruska (1808-1870)                                           | Fryderyk Holenderski (1797-1881) ∞1825 Ludwika Pruska (1808-1870)                                                     |
| Ludwika Orańska (1828-1871), królowa Szwecji i Norwegii |                                                                              |                                                                                                  |                                                                                                  |                                                                                            |                                                                                                  |                                                                                            | | |